# Garibaldo Marussi
Garibaldo (Garibaldi) Marussi (Fiume, 5 settembre 1909 – Trieste, 3 agosto 1973) è stato uno scrittore, poeta, critico d'arte, letterato, traduttore, giornalista, storico dell'arte italiano.

## Biografia
Nato a Fiume il 5 settembre 1909, giornalista, scrittore, poeta, critico d'arte, storico dell'arte, letterato, traduttore, pseudonimo Carlo Delfino, era figlio di Giovanni Marussi (scultore, irredentista, "indomito fiumano" per Gabriele D'Annunzio, insegnante di scultura in seguito all'Accademia di Brera di Milano).
A ventisei anni fonda la rivista letteraria Termini (diretta poi da Giuseppe Gerini) a capo di una redazione composta da Umbro Apollonio, Giovanni Fletzer, Franco Vegliani e Franco Giovanelli, alla quale furono dovute le collaborazioni alla rivista quarnerina degli emiliani Lanfranco Caretti, Attilio Bertolucci e Giorgio Bassani. Termini, mensile letterario e d'arte, era nata proprio nella città della Provincia del Carnaro. Termini si presentava come un ponte fra la cultura italiana e le culture dell'Est europeo, da qui i numeri bilingui dedicati alle culture slave meridionali, ungheresi, romene e bulgare.
Marussi fu poi redattore letterario di Pattuglia e per anni collaboratore de La Fiera Letteraria, del Meridiano di Roma, de L'Italia Letteraria, di Pesci Rossi.
Dopo l'armistizio di Cassibile, cessata l'amministrazione italiana di Fiume, le autorità jugoslave stabilirono che i beni di proprietà della famiglia Marussi venissero sequestrati e confiscati e il fratello Gianni venne barbaramente ucciso dai titini.
Marussi lasciò Fiume, e la storia di questa fuga rocambolesca è fedelmente e lungamente descritta da Pier Antonio Quarantotti Gambini in Primavera a Trieste. Giunse poi a Milano, dove nel 1948 fondò e diresse l'Agenzia Mercurio.
Due anni dopo fondò la casa editrice edizioni d'arte Fiumara e la rivista mensile Bollettino La Spiga, premi, concorsi, mostre, manifestazioni culturali, che nel marzo 1950 divenne la nuova testata Le Arti, primo mensile d'arte del dopoguerra e unica fino a metà degli anni '60 Diretta fino alla morte nell'agosto del 1973 e insignita dal riconoscimento dell' U.N.E.S.C.O.
Ha diretto la collana d'arte degli Editori Perna e Confalonieri, che pubblicò monografie su Modigliani, Van Gogh, Rouault, Renoir e altri.
Ha collaborato a riviste straniere, alla RAI e alla TV (LE TRE ARTI). Varie le rubriche su quotidiani nazionali.
Nel 1960 gli venne conferito il premio per la critica d'arte della Biennale di Venezia.
Negli anni sessanta fu coeditore di Galleries des Artes a Parigi.
Tante le collaborazioni e traduzioni per Bompiani; titolare della rubrica d'arte per La nuova tribuna, Rotary e Famiglia Cristiana; collaborazioni a molte riviste straniere, a pubblicazioni italiane come: D'Ars; Il Cavallino; Il Piccolo; Amicizia; Curò anche, per la RAI, la trasmissione Le Tre Arti, di grande successo, in onda prima del telegiornale e alcune rubriche radiofoniche.
La pubblicazione di Le Arti fu diretta fino al 1976 dal figlio Gianni che ne ampliò i contributi interdisciplinari e le collaborazioni.

## Opere

### Pubblicazioni
- I due compagni, Ed. L'Italia letteraria, Roma, 1936
- Gente qualunque, Genova, Ed. Emiliano degli Orfini, 1938
- Achille innamorato, Roma, Ed. Meridiano, 1938
- Fantasia fuggitiva, Roma, Ed. Meridiano, 1938
- Ain Zara Magno, Roma, Ed. Meridiano, 1938
- Fiamme a Monteluce, Roma, Ed. Meridiano, 1938
- Ali nel cielo, Roma, Ed. Meridiano, 1938
- Anna e Bruno, Roma, Ed. Meridiano, 1938
- La figlia del capitano, Roma, Ed. Meridiano, 1938
- Gli angeli semplici, Roma, Ed. Meridiano, 1938
- Ballerina per se, Roma, Ed. Meridiano, 1938
- Cronache di poesia, Roma, Ed. Meridiano, 1938
- Autori europei, Roma, Ed. Meridiano, 1938
- Di me antico operaio, Roma, Ed. Meridiano, 1938
- Battono le stelle ai davanzali; *Vento del sud; *Acqua senza scampo né riviere; *Quando passerai quella porta; *Due momenti a Valle Giulia , Roma, Ed. Meridiano, 1938
- Betocchi, Caretti e altri poeti, Roma, Ed. Meridiano, 1938
- Blocco sulla città, Roma, Ed. Meridiano, 1938
- Bontempelli o della logica , Roma, Ed. Meridiano, 1938
- Un carattere, Roma, Ed. Meridiano, 1938
- Forse, gridando, un giorno, - (vetrina di poesia), Roma, Ed. Meridiano, 1938
- Miracoli quotidiani, Roma, Ed. Meridiano, 1938
- Racconti e disegni, Roma, Ed. Meridiano, 1938
- L'*impresa di Fiume attraverso libri e giornali, La porta orientale IX, n. 7-8-9, 1939
- Cronache di poesia, Roma, Ed. Meridiano, 1939
- Di sette giorni è questo, Roma, Ed. Meridiano, 1939
- Discorso su Tommaso Landolfi, Roma, Ed. Meridiano, 1939
- Narratori di sviluppo, Roma, Ed. Meridiano, 1939
- Nascita del sonno, Roma, Ed. Meridiano, 1939
- Nessuno torna indietro, Roma, Ed. Meridiano, 1939
- Poesie di Novaro, Roma, Ed. Meridiano, 1939
- Primavera lontana; *Antica sei; *Stagione breve; *Presagio; *Fredda la notte ci ravvolge in fiati; *Lamento del tempo tardo, Roma, Ed. Meridiano, 1939
- Teorie e fatti della poesia, Roma, Ed. Meridiano, 1939
- Tepido respiro, - (vetrina di poesia), Roma, Ed. Meridiano, 1939
- Tre giovani autori, - (vetrina di poesia), Roma, Ed. Meridiano, 1939
- Visita al fratello, - (vetrina di poesia), Roma, Ed. Meridiano, 1939
- D'Annunzio e Fiume, Ed. Panorama, 1939
- Assalto al palazzo, Ancona, All'Insegna del Conero, 1940
- Conoscenza dell'Italia; *Sentinella sul muro, Roma, Ed. Meridiano, 1940
- Del saper viaggiare, Roma, Ed. Meridiano, 1940
- Il Deserto dei tartari, Roma, Ed. Meridiano, 1940
- La Moglie slava, Roma, Ed. Meridiano, 1940
- Il nostro amico ciliegio, Roma, Ed. Meridiano, 1940
- Per un amore finito; *Dove non sarò un nome neppure; *Forse più grande strazio; *Improvviso, Roma, Ed. Meridiano, 1940
- Quando la vita aveva sapore, Roma, Ed. Meridiano, 1940
- Quartieri alti, Roma, Ed. Meridiano, 1940
- Ritratto virile, Roma, Ed. Meridiano, 1940
- Sera al paese, Roma, Ed. Meridiano, 1940
- Sirio più non mi parla; *Fuochi a San Giovanni in Laterano; *Aurisina, Roma, Ed. Meridiano, 1940
- Tombari e i canto del gallo, Roma, Ed. Meridiano, 1940
- Uomini e armi per le strade istriane: da un diario fiumano, Roma, Ed. Meridiano, 1940
- Uomo al palo, Roma, Ed. Meridiano, 1940
- Chitarra ,(vetrina di poesie), Roma, Ed. Meridiano, 1941
- I Conigli, Roma, Ed. Meridiano, 1941
- Entrata al collegio, Roma, Ed. Meridiano, 1941
- Fischiare come gli uccelli, Roma, Ed. Meridiano, 1941
- Un Mestiere difficile, Roma, Ed. Meridiano, 1941
- L' Omnibus e Sanminiatelli, Roma, Ed. Meridiano, 1941
- Pancrazi e lo schiavo Esopo, Roma, Ed. Meridiano, 1941
- 18 poesie, Genova, Emiliano Degli Orfini, 1941
- La Tua presenza è un grido, - (vetrina di poesie), Roma, Ed. Meridiano, 1941
- Un Uomo del tempo, Roma, Ed. Meridiano, 1941
- Di un'infanzia felice, Roma, Ed. Meridiano, 1942
- Bollettino La Spiga, premi, concorsi, mostre, manifestazioni culturali, Milano, gennaio 1950
- Vincenzo Cardarelli, con disegni di Carmelo Cappello, Milano. Edizioni Fiumara, 1950
- Roberto Ortolani, con disegni di Virginio Ciminaghi, Milano. Edizioni Fiumara, 1950
- Mario Lattes, con disegni dell'autore, Milano. Edizioni Fiumara, 1950
- Osvaldo Patani, con disegni di Bruno Cassinari, Milano. Edizioni Fiumara, 1950
- Gianna Manzini, con disegni di Franco Gentilini, Milano. Edizioni Fiumara, 1950
- Osvaldo Pinghelli, con disegni di Mario Vellani - Macchi, Milano. Edizioni Fiumara, 1950
- I Fauves, Ed. Cavallino, Venezia, 1950
- Franco Richetti, Stabilimento tipografico piacentino, Piacenza, 1950
- Gino Meloni, Carmelo Cappello, Gianfranco Ferroni, Ed. Alla Saletta, Tip. E. Bassi, Modena, 1950
- Arturo Martini, Galleria del Sagittario, Milano, 1950
- Le Arti, mensile di informazioni culturali, Milano, marzo 1950
- Omaggio a Trieste : disegni di Nicola Sponza, Ed. Galleria Cairola, Milano, 1951
- Guido La Regina, Ed. Cavallino, Venezia, 1952
- Carlo Carrà, Ed. La Scaletta, Tip. E. Bassi e Nipoti, Modena, 1952
- Luigi Zuccheri, Ed. Cavallino, Venezia, 1952
- Campanini Giorgio, Ed. Galleria Gussoni, Tip. Montello, Milano, 1952
- Gianni Molteni, Ed. Cavallino, Venezia, 1953
- Gino Meloni, Ed. Cavallino, Venezia, 1953
- Maurice Esnault, Ed. Galleria del Sole, Milano, 1955
- Dipinti di Pierre Clerk, Ed. Galleria d'arte Totti, Milano, 1955
- Ottorino Olgiati, Ed. Cavallino, Venezia, 1955
- Tarcisio Generali, Ed. Cavallino, Venezia, 1955
- Pablo Picasso, Coedizione Abrams E Garzanti s.d. ma, Amsterdam, 1955
- Pablo Picasso: il periodo blu e il periodo rosa, Milano, Garzanti, 1955
- Carlo Guarienti, Ed. Cavallino, Venezia, 1956
- Miro Fava D'Anna, Ed. Galleria Montenapoleone, Milano, 1956
- Luciano Richetti, Piacenza, Tip. Piacentino,, 1956
- Leopoldo Kostoris, 1908-1956, Trieste, Tipografia litografia Moderna, 1957
- Fausto Pirandello, Ed. Galleria Blu, Milano, 1957
- Jef Verbrak, Ed. Cavallino, Venezia, 1958
- 15 Disegni di Franco Rognoni, Edizioni del Milione, 1958
- Federico Righi, Ed. Galleria Russo, Roma, 1958
- Scultura svizzera contemporanea all'aperto, Ed. Villa Olmo, Como, 1958
- Il paesaggio nella pittura italiana. Collana di monografie dedicate alla pittura italiana dalle origini ad oggi, Milano, Ed. Confalonieri, 1959
- Mario Carletti, Ed. Centro Artistico San Babila, Milano, 1959
- Remo Bianco, Ed. Cavallino, Venezia, 1959
- Attilio Vella, S.l. : s.n., 1959
- Gimo Pittaluga, Ed. Cavallino, Venezia, 1959
- Disegno italiano moderno: 50 disegni di artisti italiani, Ed. S.M. Rosso, 1960
- Giovan Battista Caputo, Ed. Cavallino, Venezia, 1960
- Mostra nazionale di pittura sul tema Zolfo: Premio Ente zolfi italiani, Tip. S. Pezzino e F., Palermo, 1961
- Selezione di pittura francese: Braque, Kisling, Renoir, Rouault, Utrillo, Vlaminck, Ed. Galleria Gian Ferrari, Milano, 1961
- Ugo Guarino, Ed. Salone Annunciata, Milano, 1961
- Capre di Serbia, [disegno di Paolo Baratella], Ed. Tip. Lombardo, Genova, 1961
- Primo Conti: 50 anni di pittura, Firenze, Sansoni, 1962
- Paolo Baratella, Ed. Galleria San Matteo, Genova, 1962
- Opere di Mario Sironi, Ed. Galleria Viotti, Torino, 1962
- Michelangelo Guacci, Milano, Grafiche editoriali Ambrosiane, 1962
- Denise Mennet, Ed. Cavallino, Venezia, 1962
- Primo Conti, Ed. Sansoni, 1962
- Prima mostra d'arte "Cà Verza": pittura nell'arredamento-1962, Ed. Palazzo Cà Verza di Corbetta, MI, 1962
- Modigliani, Studio Editoriale d'Arte Perna, 1963
- Arturo Cavalli, Ed. Cavallino, Venezia, 1963
- Herbert Jochems, Ed. Cavallino, Venezia, 1963
- Antologia dell'arte moderna : maestri italiani : 24 capolavori, Studio Editoriale d'Arte Perna, Istituto ed. italiano, 1963
- Pittori di tre generazioni, Ed. Galleria d'arte Taras dell'Ente provinciale per il turismo, Taranto, 1963
- Silvio Zanella, Ed. Galleria Pater, Milano, 1963
- Piero Bora: 1910-1941, Ed. Centro internazionale di arti figurative, Biella, 1963
- Scipione, Biella, Ed. Centro internazionale di arti figurative, 1963
- Olii, xilografie, tavole incise e dipinte di Luigi Spacal, Ed. Galleria del Sagittario, Milano 1964
- Emilio Ravotti, Ed. Galleria Pater, Milano, 1964
- The Italian masters, Ed. Studio editoriale d'arte Perna, Milano, 1964
- Arte fantastica , Ed. Azienda autonoma di soggiorno e di turismo, Trieste 1964
- I maestri dei maestri, da Giotto a Picasso, Studio Editoriale d'Arte Perna, 1964
- Federico Righi, Ed. Galleria Russo, Roma, 1964
- Arturo Martini, Ed. Galleria del Sagittario, Milano, 1964
- La giornata provvisoria. 10 acqueforti, 2 litografie / Gianni Brusamolino . 10 poesie, Ed. G. Upiglio-Grafica Uno, Milano, 1964
- Splendore dei mosaici ravennati , Ed. FINA Italiana, 1964
- Annalisa Cima, Ed. Cavallino, Venezia, 1965
- Milena Milani, Ed. Galleria d'arte L'Argentario, Trento, 1965
- Le Meraviglie del Collezionista: Figure di Van Gogh, Studio Editoriale d'Arte Perna, 1965
- Arte Cinetica, Ed. Azienda Autonoma Turismo, Trieste, 1965
- Bronzi / Jennifer Montagu, Ed. Galleria Cadario, Milano 1965
- Ugo Sissa, Ed. Mursia, 1965
- Figure di Van Gogh / Vincent Van Gogh, Studio editoriale d'arte Perna, 1965
- Jennifer Montagu, Ed. Mursia, 1965
- Francoise Gilot, Ed. Galleria Trentadue, Milano 1965
- Ugo Sissa, Ed. Galleria Cadario, Milano 1965
- L' arte di Sécan, Ed. Grafiche editoriali ambrosiane, Milano, 1965
- Adolfo Grassi, Ed. Galleria del Sagittario, Milano, 1965
- VI Concorso Internazionale del Bronzetto, Ed. Sala Della Ragione, Padova, 1965
- L'arte di Sécan, Grafiche Editoriali Ambrosiane, 1965
- Boris Mardesic, Ed. Il Cancello, Bologna, 1965
- Oddino Guarnieri, Tip. Veneta, Venezia, 1965
- Giuseppe Cuoco, Ed. Galleria Montenapoleone, Milano, 1966
- Arturo Spozio, Ed. Telestar, Palermo, 1966
- Braque, Calder, Chagall, Mirò, Picasso, Ed. Galleria Civica, Monza, 1966
- Luciano Silvani, Ed. Galleria Gussoni, Milano, 1966
- 7ª Biennale Nazionale d'Arte Sacra Contemporanea. Premio Federico Motta Editore, Federico Motta Editore, 1966
- Gianluigi Giovanola, Ed. Cavallino, Venezia, 1966
- Nello Leonardi, Ed. Galleria Viotti, Torino1966
- Luciano Silvani, Ed. Galleria Gussoni, Milano 1966
- Boris Mardesic, Ed. Il Cancello, Bologna, 1966
- Fausto Carlino, Ed. Galleria Montenapoleone, Milano, 1967
- Renoir, Studio Editoriale d'Arte Perna, 1967
- L'Uomo e lo spazio / Lo spazialismo / Humour graphic, Ed. Azienda Autonoma di Soggiorno e Turismo, Trieste, 1967
- Luciano Celli, Ed. Cavallino, Venezia, 1967
- Herbert Jochems, Ed. Viotti, Torino, 1967
- Renzo Orvieto: pittore, Ed. Galleria Gian Ferrari, Milano, 1967
- Pepediaz, Ed. Galleria Il Naviglio 2, Milano, 1967
- Giovannino Servettaz, Ed. Galleria Montenapoleone, Milano, 1967
- Miguel Berrocal, Ed. Galleria del Naviglio, Milano, 1967
- Arte cinetica, Ed. Azienda Autonoma Turismo, Trieste, 1967
- Antonio Nadiani: politipie e tempere, Ed. Galleria d'arte Totti, Milano, 1967
- Fontana e lo spazialismo, Ente Provinciale Turismo, Ancona, 1968
- Livio Rosignano, Ed. Galleria il Cannocchiale, Milano, 1968
- 50 anni di disegno italiano, Ed. Rotary Club, 1968
- Sergio Gagliolo, Ed. Galleria Beniamino d'arte moderna, Sanremo, 1968
- Nuovi materiali Nuove tecniche, Ed. Comune di Caorle, 1969
- Boris Mardešić, Ed. Galleria d'arte R. Rotta, Genova, 1969
- Giorgio Pitassi, Ed. Galleria d'arte Pegaso, Milano, 1969
- Markus Vallazza, Ed. Galleria delle Ore, Milano, 1969
- Michele Cascella, Ed. Grafic Olimpia, Milano, 1969
- Fontana e lo spazialismo, Ed. Trifogli, Ancona, 1969
- Boris Mardešić, Ed. Circolo culturale artistico Gi3, Seregno, 1969
- Marino Sormani, Torino, Ed. Galleria d'Arte Moderna Viotti, 1969
- Fratel Venzo S.J , Ed. Galleria della Trinità, Roma, 1970
- Milena Milani, Ed. Galleria La Fontana, Savona, 1970
- Luciano Fabbri, Ed. Galleria d'arte Angelo Mariani, Ravenna, 1970
- Jolanda Schiavi pittrice, Edizioni Galleria d'arte Borgonuovo, Milano, 1971
- Remo Bianco, Edizioni MD, Roma, 1971
- Attilio Alfieri, Art, Ed. Società Promotrice Belle Arti in Torino, 1971
- Gino Bogoni, Spoleto, Ed. Galleria Plinio il Giovane, 1971
- Sergio Stocca, Ed. Vismara arte contemporanea, Milano, 1971
- Giuseppe Guarino, Ed. Galleria d'Arte Palazzo Vecchio, Firenze, 1971
- Jolanda Schiavi pittrice, Ed. Galleria d'arte Borgonuovo, Milano, 1972
- Enrico De Cillia, Ed. Galleria Torbandena, Trieste, 1972
- Piero Marussig, Ed. Comune di Trieste, 1972
- Rodolfo Viola, Ed. Arte Centro Quaglino, Torino, 1972
- Boris Mardešić, Ed. Istituti culturali del Comune di Modena, 1972
- La pittura psichedelica di Ghioni, Edizioni d'Arte Ghelfi, Verona, 1972
- Rolf Rappaz: Permutationen. (Rolf Rappaz: Permutations), Edizioni Techne, 1972
- Incontro con Pericle Stromillo, Torino, Ed. Quaglino-Incontri, 1972
- Grafica di Alfredo Fabbri, Edizioni d'Arte Ghelfi, Verona, 1973
- Aladino Ghioni, Edizioni d'Arte Ghelfi, Verona, 1973
- Sergio Cassano, Ed. Galleria Pater, Milano, 1973
- Giovanni Giordani, GEA, Milano, 1973
- Grafica di Alfredo Fabbri, Edizioni d'Arte Ghelfi, Verona, 1973
- Renoir, opera monografica di Renoir, con 21 composizioni litografiche a colori, Ed. Velar Gorle, 1989
- Modigliani Amedeo., grafica Marino Ferrari e Adriana Luisa Menghi., Ed. Velar Gorle, 1990
- Claudio Bianchi: la cerimonia del te: pittura grafica in una fase di transizione 1953-96 , Ed. Comune di Trieste, 1997

### Collaborazioni
- Pesci Rossi; L'Arena di Verona; Illustrazione Italiana; Gazzetta della Sera; Cronache (Bologna); La bottega dell’Antiquario; Giornale della Libreria; Stagioni; Buon Senso; il Tempo (Roma); Fiera Letteraria (Roma); Gazzetta del Veneto; Il Giornale di Vicenza; Il Giornale di Brescia; Omnibus (Milano); il Mattino del Popolo; Dizionario Letterario Bompiani; Bompiani Editore; Corriere di Trieste; Risorgimento (Napoli); Corriere del Libro (Bologna); Corriere Lombardo (Milano); L’Europeo; Corriere del Popolo (Genova); L’Italia (Milano); Gazzetta Padana (Ferrara); La Sicilia (Catania); Vernice (Trieste); Il Lavoro Nuovo (Genova); Eco di Biella; Il Corriere della Provincia (Como); La Gazzetta Veneta (Padova); L’Ultima (Firenze); Emporium (Bergamo); Fiumanella (Fiume); Delta (Fiume); Termini (Fiume); La Provincia (Como); Pomeriggio (Bologna); la Gazzetta di Mantova; Il Giornale di Brescia; Il Pomeriggio (Bologna); Alto Adige (Bolzano); Scena Illustrata (Firenze); l’Arena di Verona; Il Popolo di Trieste; Vedetta d’Italia (Fiume); la Libertà di Piacenza; La Voce d’Italia (Parigi); Il Mattino del Popolo (Venezia); Il Giornale della Sera (Roma); Libera Stampa (Lugano); Adamo (Brescia); Arts (Parigi); Libreria (Milano); Cronache (Bologna); L’Unità (Milano); Gazzetta del Popolo (Torino); Corriere del Giorno (Taranto); L’Arena (Verona); Stagioni (Milano); La Voce di Fiume (Venezia); Oggi; L’Avanti; La Favilla (Milano); Libertà; Il Piccolo (Trieste); Il Tempo (Milano); il Meridiano (Roma); Il Gazzettino; Il Giornale (Napoli); Pattuglia (Forlì); Pomeriggio (Bologna); Derby (Milano); Corriere d’Informazione (Milano); Corriere della Sera (Milano); Corriere della Sicilia (Catania); Il Mattino (Napoli); L’Heure médicale (Parigi); Tribune de Lausanne (Losanna), Milano Sera, Liguria (Savona), L’Avvenire d’Italia (Bologna), Gazzettino della Sera (Venezia), Esperia (Sondrio), Il Giornale del Popolo (Bergamo), Libri d’oggi, Scuola e vita, Brescia; La Gazzetta (Livorno); Paese Sera (Roma); Letture per tutti (Roma); L’Italia che scrive (Roma); Convivio letterario (Bergamo); Corriere lombardo (Milano); Corriere trapanese; Quaderni delle Olimpiadi (Roma); Sicilia del Popolo (Palermo); Il Quotidiano (Roma); Gazzetta di Parma; il Giornale di Vicenza; Messaggero Veneto; Nuova Italia letteraria (Bergamo); Il Giornale di Vicenza; Domus (Milano); Umana (Trieste); La voce repubblicana; Momenti (Torino); Idea (Roma); Telegraph (Roma)

### Traduzioni
- André Gide, Se il grano non muore, Milano, Bompiani, 1947.
- Francis Carco, La leggenda e la vita di Utrillo, Milano, Bompiani, 1949.
- René Huyghe, Delacroix, Milano, Garzanti, 1963.
- Jennifer Montagu, Bronzi, Milano, Mursia, 1965.
- Françoise Gilot-Carlton Lake, Vita con Picasso, Milano, Garzanti, 1965; Torino, Allemandi Editore, 1998; Roma, Donzelli, 2016.
- André Gide, Opere di André Gide: I sotterranei del Vaticano, I falsari, Se il grano non muore, Milano, V. Bompiani, 1974.